# Chalcopsitta cardinalis
Chalcopsitta cardinalis е вид птица от семейство Папагалови (Psittaculidae).

## Разпространение
Видът е разпространен в Папуа Нова Гвинея и Соломоновите острови.